# Szyb L-23
Szyb L-23 – polski film fabularny, dramat obyczajowy z 1932 r. w reż. Leonarda Buczkowskiego na podstawie powieści Jerzego Kossowskiego.

## Obsada
- Barbara Orwid – Baśka, córka wiertacza Jaracza
- Jerzy Marr – Antek
- Wiesław Gawlikowski – Jaracz, ojciec Baśki
- Adam Dobosz – Jerzy
- Michał Halicz
- Edward Puchalski
- Lech Owron